# Шелейруш
Шелейруш (порт. Cheleiros) — район (фрегезия) в Португалии, входит в округ Лиссабон. Является составной частью муниципалитета Мафра. Находится в составе крупной городской агломерации Большой Лиссабон. По старому административному делению входил в провинцию Эштремадура. Входит в экономико-статистический субрегион Большой Лиссабон, который входит в Лиссабонский регион. Население составляет 1 347 человек на 2011 год. Занимает площадь 11,53 км².
Покровителем района считается Дева Мария (порт. Maria).

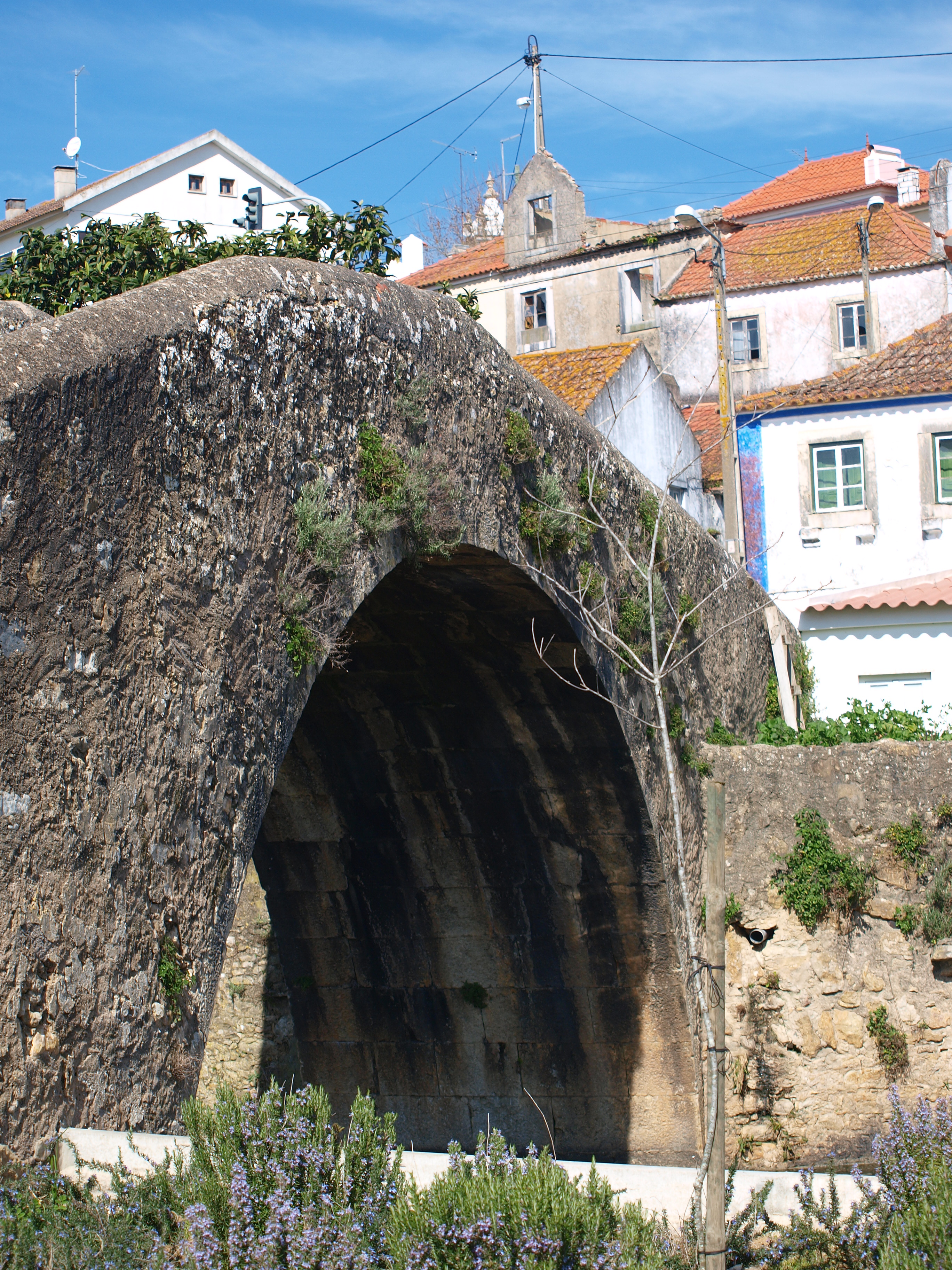
Шелейруш